# Olympische Winterspiele 1964/Teilnehmer (Schweiz)
| Gelbes Symbol für Goldmedaillen mit stilisierten Olympischen Ringen | Graues Symbol für Silbermedaillen mit stilisierten Olympischen Ringen | Braundes Symbol für Bronzemedaillen mit stilisierten Olympischen Ringen |
| ------------------------------------------------------------------- | --------------------------------------------------------------------- | ----------------------------------------------------------------------- |
| —                                                                   | —                                                                     | —                                                                       |

Die Schweiz nahm an den Olympischen Winterspielen 1964 im österreichischen Innsbruck mit einer Delegation von 72 Athleten, 60 Männer und zwölf Frauen, teil.
Seit 1924 war es die neunte Teilnahme der Schweiz bei Olympischen Winterspielen.

## Fahnenträger
Der Langläufer Hans Ammann trug die Fahne der Schweiz während der Eröffnungsfeier, bei der Schlussfeier trug sie der alpine Skiläufer Willy Favre.

## Medaillen
Es waren die ersten und bislang einzigen Olympischen Winterspiele, bei denen die Schweiz keine Medaille gewinnen konnte.

## Teilnehmer nach Sportarten

### Ski Alpin
Damen
- Ruth Adolf
Abfahrt: 20. Platz – 2:02,59 min
Riesenslalom: 12. Platz – 1:55,83 min
- Fernande Bochatay
Riesenslalom: 9. Platz – 1:54,59 min
Slalom: DNF
- Françoise Gay
Riesenslalom: 15. Platz – 1:57,21 min
Slalom: 13. Platz – 1:39,00 min
- Heidi Obrecht
Abfahrt: 17. Platz – 2:02,23 min
Slalom: 14. Platz – 1:39,33 min
- Theres Obrecht
Abfahrt: 19. Platz – 2:02,41 min
Riesenslalom: 11. Platz – 1:54,91 min
Slalom: 25. Platz – 1:54,09 min

Herren
- Beat von Allmen
Riesenslalom: 14. Platz – 1:54,05 min
- Edmund Bruggmann
Riesenslalom: 19. Platz – 1:55,30 min
- Willy Favre
Abfahrt: 8. Platz – 2:20,23 min
Riesenslalom: 4. Platz – 1:48,69 min
Slalom: 14. Platz – 2:18,22 min
- Dumeng Giovanoli
Abfahrt: 13. Platz – 2:21,16 min
- Georg Grünenfelder
Abfahrt: 18. Platz – 2:22,69 min
- Stefan Kälin
Slalom: 10. Platz – 2:16,04 min
- Adolf Mathis
Slalom: 6. Platz – 2:12,99 min
- Jos Minsch
Abfahrt: 4. Platz – 2:19,54 min
Riesenslalom: 9. Platz – 1:50,61 min
Slalom: disqualifiziert im 2. Lauf

### Biathlon
Herren
- Peter Gerig
20 km: 48. Platz – 2:02:32,5 h; 16 Fehler
- Willy Junod
20 km: 47. Platz – 1:54:00,7 h; 13 Fehler
- Erich Schönbächler
20 km: 46. Platz – 1:53:59,5 h; 12 Fehler
- Marcel Vogel
20 km: 45. Platz – 1:53:14,1 h; 12 Fehler

### Bob
Herren, Zweierbob
- Robert Zimmermann/Hans Zoller (SUI I)
10. Platz – 4:28,15 min
- Herbert Kiesel/Oskar Lory (SUI II)
17. Platz – 4:31,20 min

Herren, Viererbob
- Hans Kleinpeter/Fritz Lüdi/Robert Zimmermann/Hans Zoller/Ersatz: Bruno Kessler-Lüdi (SUI I)
10. Platz – 4:19,05 min
- Hansruedi Beugger/Herbert Kiesel/Oskar Lory/Bernhard Wild (SUI II)
8. Platz – 4:18,12 min

### Eishockey
Herren8. Platz
| - Franz Berry - Roger Chappot - Rolf Diethelm - Elwyn Friedrich - Gaston Furrer - Oskar Jenny - René Kiener - Pio Parolini - Kurt Pfammatter | - Gérald Rigolet - Max Rüegg - Walter Salzmann - Peter Stammbach - Herold Truffer - Peter Wespi - Otto Wittwer - Jürg Zimmermann |

### Eiskunstlauf
Damen
- Franziska Schmidt
23. Platz
- Monika Zingg
27. Platz

Herren
- Markus Germann
19. Platz
- Peter Grütter
24. Platz

Paare
- Yves Ällig/Monique Mathys
17. Platz
- Gerda Johner/Ruedi Johner
6. Platz

### Eisschnelllauf
Herren
- Peter Büttner
5000 m: 40. Platz – 8:45,5 min
- Jean-Pierre Guéron
500 m: 43. Platz – 44,9 s
1500 m: 53. Platz – 2:32,3 min
- Ruedi Uster
1500 m: 44. Platz – 2:23,4 min
5000 m: 32. Platz – 8:24,8 min
10.000 m: 29. Platz – 17:23,4 min

### Rennrodeln
Damen
- Ursula Amstein
11. Platz – 3:42,81 min
- Monika Lücker
DNF
- Elisabeth Nagele
12. Platz – 3:43,29 min

Herren, Einsitzer
- Emil Egli
18. Platz – 3:41,56 min
- Arnold Gartmann
20. Platz – 3:42,15 min
- Jean-Pierre Gottschall
31. Platz – 4:32,08 min
- Ulrich Jucker
26. Platz – 3:55,24 min

Herren, Doppelsitzer
- Emil Egli/Hansruedi Roth
11. Platz- 1:50,08 min
- Arnold Gartmann/Beat Häsler
9. Platz – 1:47,09 min

### Ski Nordisch

#### Langlauf
Herren
- Hans Ammann
15 km: 29. Platz – 55:44,9 min
30 km: 28. Platz – 1:39:55,7 h
- Alphonse Baume
30 km: 43. Platz – 1:42:41,8 h
50 km: 26. Platz – 3:03:49,1 h
- Georges Dubois
30 km: 39. Platz – 1:42:26,8 h
50 km: 31. Platz – 3:07:21,8 h
- Konrad Hischier
15 km: 40. Platz – 56:42,3 min
30 km: 27. Platz – 1:39:43,6 h
4 × 10 km Staffel: 9. Platz – 2:31:52,8 h
- Alois Kälin
50 km: 20. Platz – 2:56:30,5 h
4 × 10 km Staffel: 9. Platz – 2:31:52,8 h
- Franz Kälin
15 km: 32. Platz – 55:50,3 min
50 km: 29. Platz – 3:06:09,3 h
4 × 10 km Staffel: 9. Platz – 2:31:52,8 h
- Hans-Sigfrid Oberer
15 km: 31. Platz – 55:47,9 min
4 × 10 km Staffel: 9. Platz – 2:31:52,8 h

#### Skispringen
Herren
- Ueli Scheidegger
Normalschanze: 48. Platz – 176,4 Punkte
Grossschanze: 51. Platz – 154,3 Punkte
- Heribert Schmid
Normalschanze: 25. Platz – 200,1 Punkte
Grossschanze: 46. Platz – 175,0 Punkte
- Sepp Zehnder
Normalschanze: 51. Platz – 171,7 Punkte
Grossschanze: 48. Platz – 172,3 Punkte

#### Nordische Kombination
Herren
- Alois Kälin
Einzel (Normalschanze/15 km): 12. Platz – 413,23 Punkte